# Lenny Henry

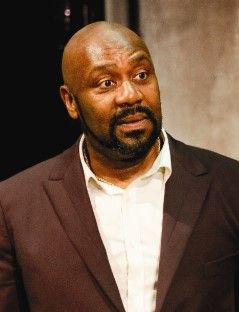
Lenny Henry während einer Aufführung von Die Komödie der Irrungen 2011

Sir Lenworth „Lenny“ George Henry, CBE (* 29. August 1958 in Dudley, West Midlands) ist ein britischer Komiker, Schauspieler und Moderator. Er ist einer der beiden Gründer der Wohltätigkeitsorganisation Comic Relief.

## Leben

### Ausbildung und berufliches Wirken
Lenny Henry, Sohn jamaikanischer Immigranten, wuchs gemeinsam mit seinen Eltern und insgesamt sechs Geschwistern in seiner Geburtsstadt Dudley auf. Dort besuchte er verschiedene Schulen und schloss seine Schullaufbahn am heutigen Preston’s College in Preston ab.
Seinen ersten Auftritt im Fernsehen hatte er 1975 im Alter von 17 Jahren in der Talentshow New Faces, die er mit einer Imitation von Stevie Wonder gewann. Es folgten verschiedene kleinere Engagements in Fernsehserien, wie etwa The Fosters und Tiswas, sowie erste Arbeiten im Comedybereich. Hierzu zählt unter anderem die Sendung Three of a Kind. Henry bewährte sich als Stand-up-Komiker und hatte parallel drei Jahre lang eine eigene Sendung bei BBC Radio 1. 1984 heiratete er die Komikerin Dawn French, mit der er ab 1980 zusammengearbeitet hatte. Das Paar adoptierte eine Tochter (* 1991). Im selben Jahr begann die Ausstrahlung der Comedysendung The Lenny Henry Show, die bis 1988 andauerte und sowohl 1995 und nochmals von 2003 bis 2005 neu aufgelegt wurde. In der 1989 erschienenen Kurzfilmkomödie Work Experience von James Hendrie, die mit einem Oscar in der Kategorie „Bester Kurzfilm“ ausgezeichnet wurde, war Henry in der Hauptrolle besetzt.
Mit Lenny Henry in Pieces, das 2001 mit einer Goldenen Rose ausgezeichnet wurde, war Henry zwischenzeitlich von 2000 bis 2003 in einem ähnlichen Format wie The Lenny Henry Show zu sehen. Von 1992 bis 1996 erlangte er weitere Berühmtheit für seine Rolle eines cholerischen Küchenchefs in der Sitcom Chef!. Seine erste Rolle in einem Drama hatte er im Juni 1999 in der BBC-Serie Hope and Glory, die nach drei Staffeln mit insgesamt 16 Episoden im November 2000 wieder eingestellt wurde.
Seit den 2000er-Jahren ist Lenny Henry vermehrt als Synchronsprecher tätig. Eine kleine Nebenrolle hatte er 2004 in Harry Potter und der Gefangene von Askaban als sprechender Schrumpfkopf. Es folgten Rollen in den Filmen Penelope, Die Piraten! – Ein Haufen merkwürdiger Typen und Postman Pat: The Movie. In der britischen Kinderserie Big & Small, die von 2008 bis 2011 ausgestrahlt wurde, sprach er beide Hauptrollen.
An der Open University schloss Henry 2007 sein Studium der englischen Literatur mit einem Bachelor (Honours) ab. Diesem ließ er einen Master am Royal Holloway in London im Fach Screenwriting folgen, den er mit Auszeichnung abschloss. 2018 erlangte er am Royal Holloway einen PhD-Abschluss.
2009 nahm Henry das Theaterschauspiel auf. In Leeds spielte er die Hauptrolle im Othello und erhielt dafür sehr gute Kritiken. Im November 2011 folgte ein Engagement am Royal National Theatre in London in Shakespeares Die Komödie der Irrungen. Auch für diese Rolle erhielt er vor allem positive Kritiken. Seit Juli 2017 ist er Chancellor der Birmingham City University. Im Januar 2021 nahm Henry als Blob an der zweiten Staffel der britischen Version von The Masked Singer teil, in der er den sechsten von zwölf Plätzen erreichte. Im Februar 2024 war er in einer Episode der fünften Staffel Gastmitglied im Rateteam.
In der Zwischenzeit hatten sich Henry und French im Jahr 2010 nach 25 Jahren Ehe scheiden lassen.

### Soziales Engagement
Lenny Henry ist neben Richard Curtis einer der beiden Gründer der 1985 gegründeten Wohltätigkeitsorganisation Comic Relief, die auf einer Idee von Jane Tewson beruht. 1988 reiste Henry nach Äthiopien, von wo aus er den ersten Red Nose Day moderierte. Dieser hatte über 30 Millionen Zuschauer und konnte 15 Millionen Pfund Spendengelder akquirieren. Bis heute ist Lenny Henry in die Tätigkeiten von Comic Relief, das bis 2015 ca. 1,047 Milliarden Pfund (ca. 1,45 Milliarden Euro) für Hilfsprojekte gesammelt hat, eingebunden, insbesondere beim Red Nose Day. 2005 moderierte er das Live-8-Konzert in Edinburgh.
Schon früh setzte sich Lenny Henry für eine größere ethnische Vielfalt im britischen Fernsehen ein. So kritisierte er unter anderem die Tatsache, dass die britische Gesamtbevölkerung zwar zu 14,5 % aus Menschen afrikanischer, asiatischer oder sonstiger ethnischer Minderheiten bestehe, jedoch deren Anteil in der britischen Fernsehbranche lediglich 5,4 % betrage.

### Ehrungen
1999 wurde Lenny Henry zum Commander des Order of the British Empire ernannt. Sechs Jahre später wurde er mit einem Stern auf der 2005 eröffneten Avenue of Stars in London geehrt. Am 12. Juni 2015 wurde Henry von Elisabeth II. für seine künstlerischen und karitativen Verdienste in den Adelsstand erhoben und darf seitdem das Adelsprädikat Sir führen. 2022 erhielt Henry den Special Recognition Award der National Television Awards.

## Filmografie (Auswahl)
- 1976–1977: The Fosters (Fernsehserie)
- 1987–1988: The Lenny Henry Show (Fernsehserie)
- 1988–1996: French and Saunders (Fernsehserie)
- 1989: Work Experience
- 1991: Der große Blonde mit dem schwarzen Fuß (True Identity)
- 1991: Bernie und der Weihnachtsgeist (Bernard and the Genie, Fernsehfilm)
- 1993–1996: Chef! (Fernsehserie)
- 1994: White Goods (Fernsehfilm)
- 1998: Lenny Goes to Town (Fernsehserie)
- 1999–2000: Hope & Glory (Fernsehserie)
- 2001: Goodbye, Mr Steadman (Fernsehfilm)
- 2004: Harry Potter und der Gefangene von Askaban (Harry Potter and the Prisoner of Azkaban, Stimme)
- 2006: Penelope
- 2008–2015: Big & Small (Fernsehserie, Stimme)
- 2011: Tinga Tinga Tales (Fernsehserie, Stimme)
- 2012: Die Piraten! – Ein Haufen merkwürdiger Typen (The Pirates! – In an Adventure with Scientists, Stimme)
- 2015: The Syndicate (Fernsehserie)
- 2015: Danny and the Human Zoo (Fernsehfilm)
- 2017: Broadchurch (Fernsehserie)
- 2020: Dr. Who (Fernsehserie, 2 Episoden)
- 2022: Sandman (Fernsehserie, 2 Episoden)
- 2022: Der Herr der Ringe: Die Ringe der Macht (The Lord of the Rings: The Rings of Power, Fernsehserie)
- 2022: The Witcher: Blood Origin (Miniserie)
- 2025: Ich vermisse dich (Missing You, Fernsehserie, alle 5 Episoden)